# Maison de Victor Hugo
Koordinaten: 48° 51′ 17″ N, 2° 21′ 58″ O

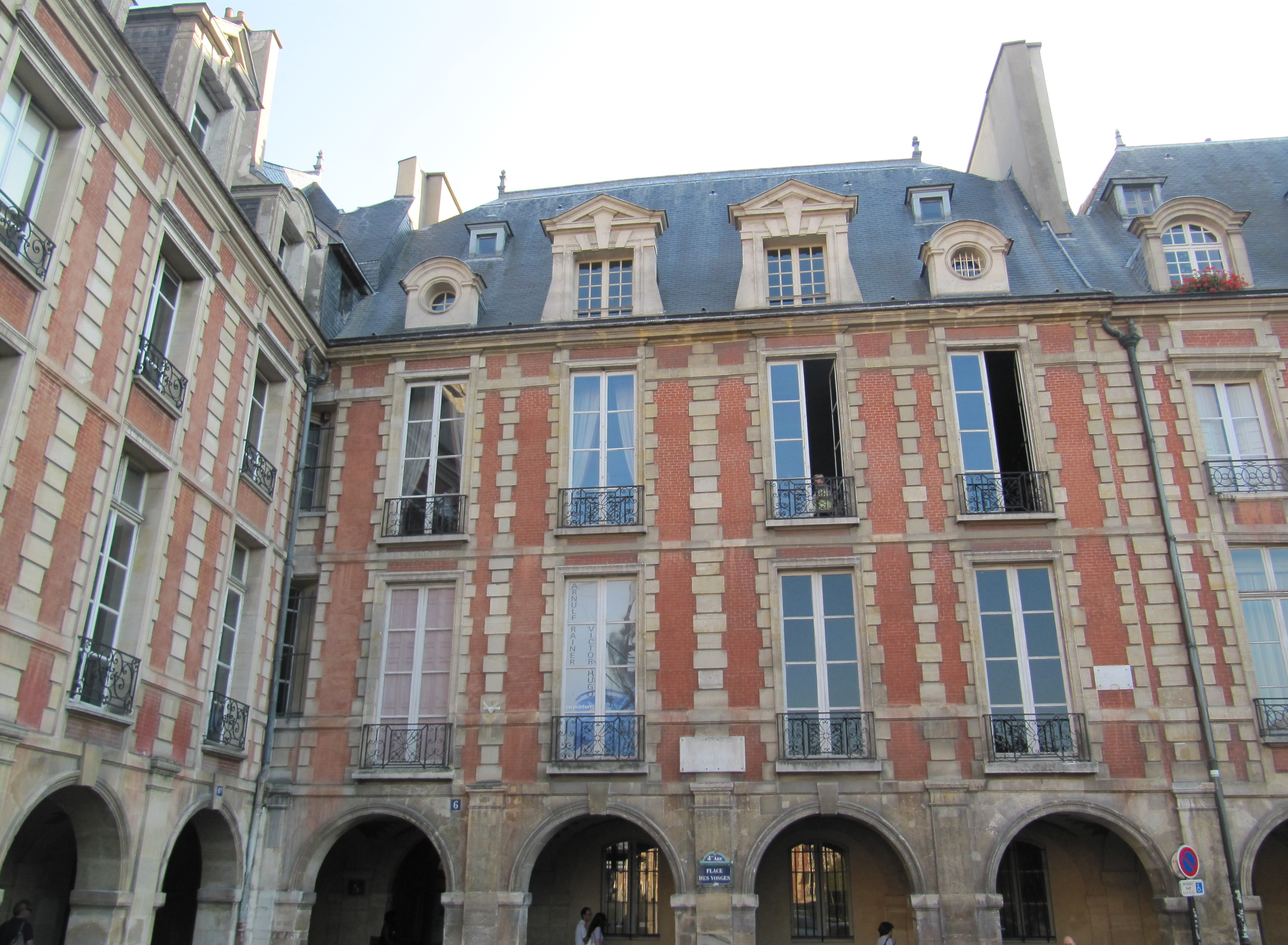
Maison de Victor Hugo, place des Vosges 6, Paris.

Im Maison de Victor Hugo lebte der französische Schriftsteller Victor Hugo (1802–1885) zwischen 1832 und 1848. Es befindet sich im 3. und 4. Arrondissement am Place de Vosges (Hôtel de Rohan-Guéméné) im Pariser Marais-Viertel und ist eines der 14 Museen der Stadt, die seit dem 1. Januar 2013 von Paris Musées verwaltet werden.

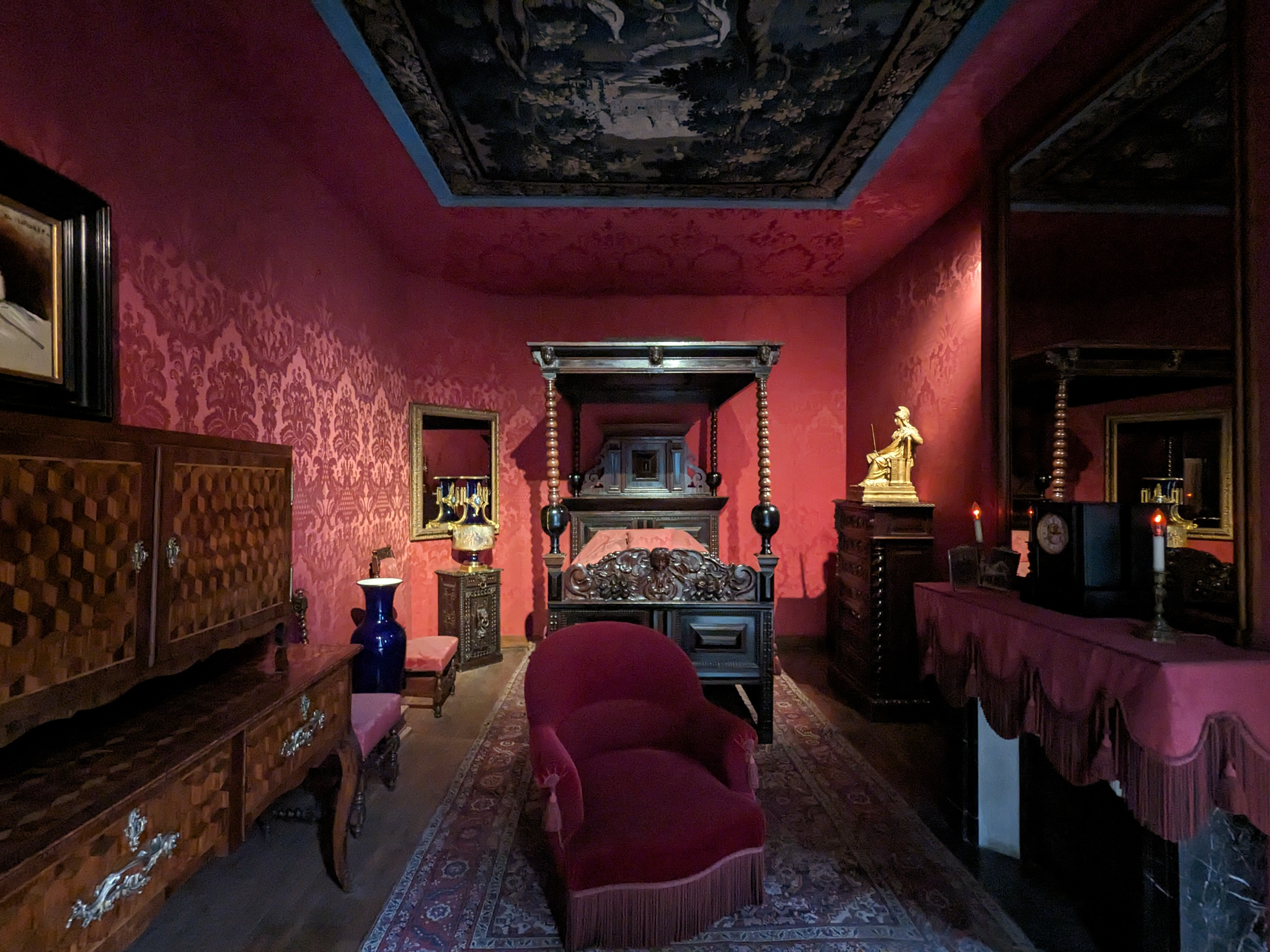
Schlaf- und Sterbezimmer

## Geschichte

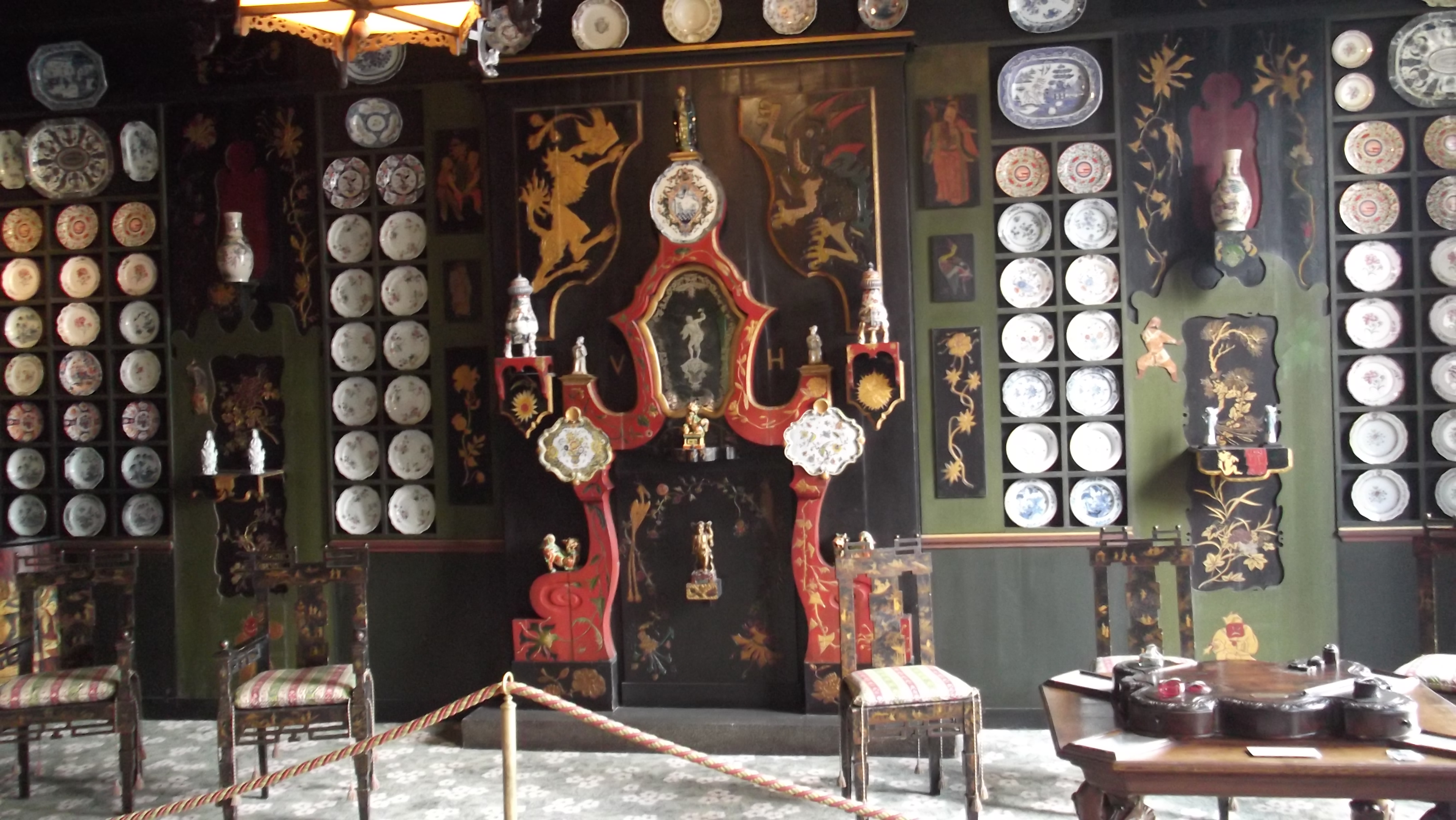
Chinesischer Salon

1832 zog Victor Hugo mit seiner Familie von der Rue Jean-Goujon in eine 280 m2  große Wohnung im zweiten Stock des Hôtel de Rohan-Guémené. Hier verbrachte er sechzehn Jahre seines gesellschaftlichen, politischen und familiären Lebens. 
Victor Hugo empfing hier seine Freunde Alphonse de Lamartine, Alfred de Vigny, Alexandre Dumas, Honoré de Balzac, Prosper Mérimée und Charles-Augustin Sainte-Beuve. Er erlebte die Hochzeit seiner Tochter Léopoldine und 1843 das Drama von Villequier.
In seinem Arbeitszimmer schrieb er mehrere seiner Hauptwerke: Lucrèce Borgia, Les Burgraves, Ruy Blas, Marie Tudor, Les Chants du crépuscule, Les Voix intérieures, Les Rayons et les Ombres, einen Großteil von Les Misérables, den Anfang von La Légende des siècles und Les Contemplations. Während seines Aufenthalts wurde er in die Académie française gewählt, zum Pair de France und später zum Abgeordneten von Paris ernannt.
Nach 1848 wurde die Wohnung mehrfach umgebaut, so dass die ursprüngliche Raumaufteilung nicht mehr genau rekonstruiert werden kann. Auch die Versteigerung des Besitzes der Familie Hugo im Jahre 1852 machte eine genaue Rekonstruktion des Mobiliars unmöglich. Die Institution Jauffret, die ab 1860 im Hôtel de Rohan-Guéméné untergebracht war, blieb dort nur wenige Jahre. 

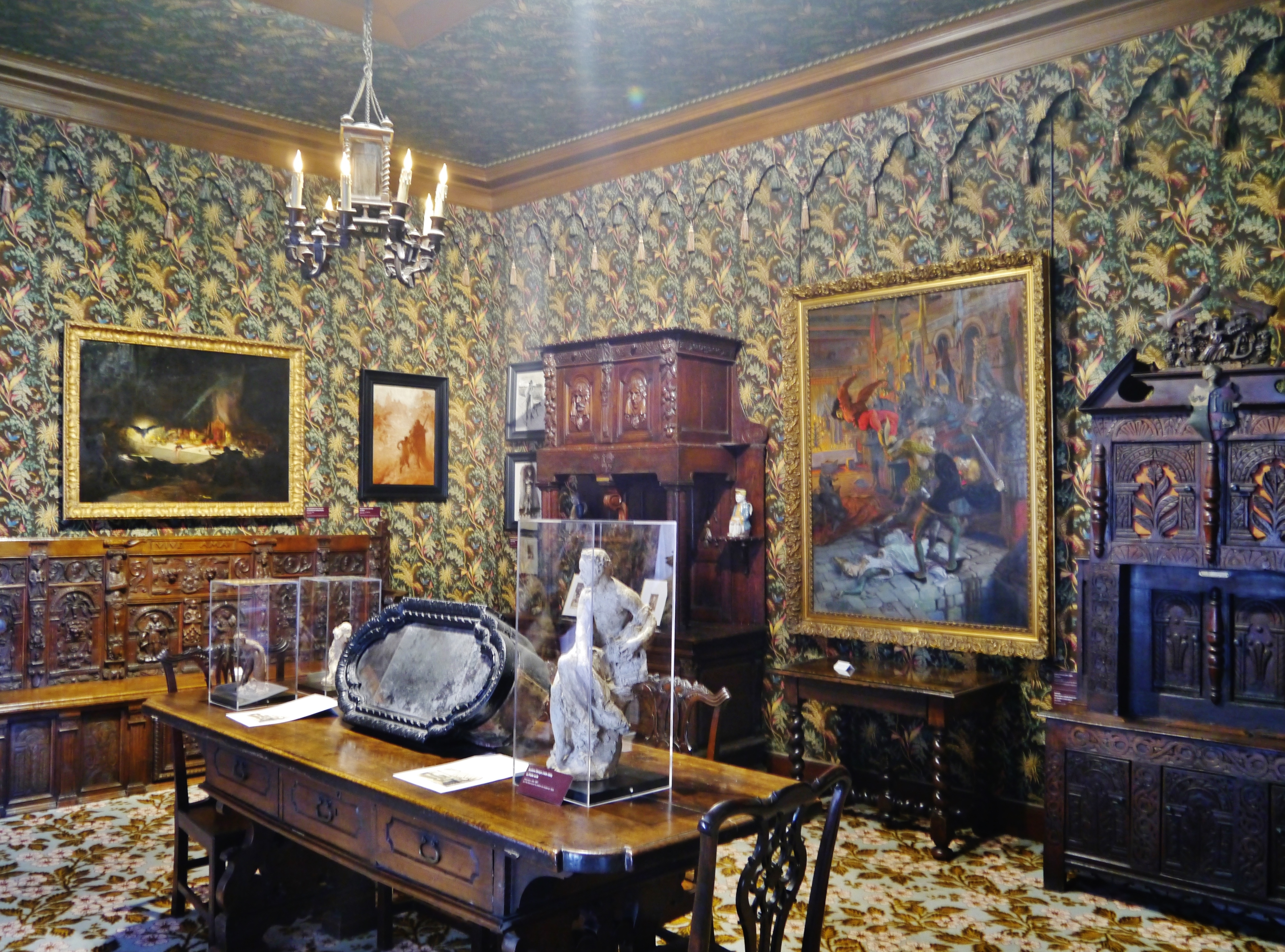
Speisezimmer

Im Jahr 1901 schlug Paul Meurice, der Nachlassverwalter Victor Hugos, im Vorfeld des 100. Geburtstags des Schriftstellers und im Einvernehmen mit den Enkeln des Dichters (Georges und Jeanne) und ihrer Mutter (Alice Lockroy) der Stadt Paris vor, ein „Victor-Hugo-Haus“ einzurichten. Die Wahl fiel auf das Hôtel de Rohan Guéménée, Place des Vosges 6, in dem der Dichter von 1832 bis 1848 lebte und das sich im Besitz der Stadt Paris befand. 
Paul Meurice stiftete großzügig seine eigene Sammlung und erwarb die Sammlung von Juliette Drouet (vom Erbe ihres Neffen Louis Koch), um sie dem Museum zu schenken. Aus den Tantiemen der letzten Ausgabe der Werke Victor Hugos erwarb er weitere Werke und bat um Schenkungen, um Lücken in den Sammlungen zu schließen. Er beauftragte auch Zeitgenossen, Victor Hugo und sein Werk zu würdigen, und finanzierte einen Teil der Renovierungsarbeiten.

## Sammlungen
Das Maison de Victor Hugo beherbergt mehr als 50.000 Exponate auf zwei Etagen. Gemälde, Zeichnungen, Skulpturen, Drucke, Fotografien, Objekte, eine umfangreiche Bibliothek sowie eine Manuskriptsammlung und ein Archiv zeugen vom Leben und Werk Victor Hugos.
Von Anfang an war es das Ziel des Museums, die vielen Facetten des Menschen Victor Hugo zu zeigen. Der Schriftsteller war auch Künstler, Designer und Dekorateur. Seine Söhne waren zeitweise Fotografen. Paul Meurice und Victor Hugos Familie haben alle Erinnerungen an sein Leben bewahrt.